# Anthaxia smaragdula
Anthaxia smaragdula es una especie de escarabajo del género Anthaxia, familia Buprestidae. Fue descrita científicamente por Gebhardt en 1928.

## Distribución
Habita en el Neártico, Neotrópico, región indomalaya, Paleártico y región afrotropical.